# Karl Emanuel II av Savojen
Karl Emanuel II av Savojen, född 1634, död 1675, var regerande hertig av Savojen från 1638 till 1675.